# Conamomum odorum
Sa nhân thơm (danh pháp khoa học: Conamomum odorum) là một loài thực vật có hoa trong họ Gừng. Loài này được Lưu Hồng Trường, Trần Hữu Đăng và Trần Giỏi mô tả khoa học đầu tiên năm 2019.

## Mẫu định danh
Mẫu định danh Luu Hong Truong, Tran Gioi, Nguyen Thien Tich, Nguyen The Van KH-907 thu thập ngày 14-4-2013 ở cao độ 660 m, tọa độ 12°35′51″B 108°56′40″Đ / 12,5975°B 108,94444°Đ, núi Hòn Vọng Phu, xã Ninh Tây, huyện Ninh Hòa, tỉnh Khánh Hòa, Việt Nam. Holotype lưu tại Viện Sinh thái học Miền Nam (SGN), các isotype lưu tại SGN và Trường Đại học Khoa học Tự nhiên - Đại học Quốc gia TP. Hồ Chí Minh (PHH).

## Từ nguyên
Tính từ định danh odorum đề cập đến mùi thơm đặc biệt của toàn bộ cây. Sau khi mẫu vật được sấy khô, mùi trở nên thơm nồng hơn và kéo dài nhiều năm trong các mẫu vật của phòng tiêu bản.

## Mô tả
Về mặt hình thái gần nhất với Conamomum rubidum ở chỗ có hoa màu vàng, cụm hoa sát gốc và môi dưới 3 thùy với mép đảo ngược, nhưng khác ở chỗ phiến lá nhỏ hơn (25–30 × 3–3,5 cm), cuống lá ngắn hơn (2–4 mm), cụm hoa hình trứng, lá bắc đầy lông tơ, đài hoa có lông tơ, thùy tràng hoa màu kem, môi dưới 3 thùy không rõ nét và hình trứng ngược, bầu nhụy có lông và chỉ nhị dài hơn (~13 mm) (so với phiến lá 30–45 × 4,5–7 cm, cuống lá 5–9 mm, cụm hoa hình trứng ngược, lá bắc có lông tơ ở đáy, đài hoa nhẵn nhụi, thùy tràng hoa màu ánh đỏ, môi dưới 3 thùy hình thận rõ nét, bầu nhụy nhẵn nhụi và chỉ nhị dài 7–8 mm).
Cây thân thảo mọc thành bụi, cao tới 1,2 m với 10–24 lá trên mỗi thân giả; thân rễ phân nhánh, đường kính 4–6 mm, mặt ngoài màu kem-xanh lục, mặt trong màu kem; khoảng cách giữa các thân giả 4–8 cm, vảy hình tam giác rộng, dài 10–24 mm, rộng 14–20 mm, màu nâu, dạng giấy, đỉnh nhọn. Thân giả phồng ở gốc (đường kính ~2,5 cm), màu hồng nhạt khi non sau đó chuyển thành màu xanh lục; lưỡi bẹ dài 1–2 mm, màu xanh lục nhạt, nhẵn nhụi, đỉnh tù; cuống lá dài 2–4 mm, màu xanh lục nhạt; phiến lá hình elip hẹp, 25–30 × 3–3,5 cm, nhẵn nhụi, mặt trên màu xanh lục sẫm, có sọc, mặt dưới màu nhạt hơn, đôi khi màu tím nhạt, gốc thon dần, đỉnh nhọn tới hình đuôi, đuôi dài khoảng 1 cm, mép nguyên. Cụm hoa hình trứng, mọc thẳng đứng từ thân rễ bò lan, chen chúc; cuống hoa dài 4–6 cm, vảy hình tam giác, màu đỏ ở đáy chuyển dần thành màu xanh lục về phía đỉnh, 2–2,5 × ~2 cm, có lông lụa; hoa bông thóc 5–7 × 6–10 cm; lá bắc hình trứng, 28–32 × 8–11 mm, màu kem khi non, chuyển thành dạng giấy màu ánh nâu ở giai đoạn đầu, có lông ở phía xa trục, lông rung ở mép, lá bắc con hình ống, 22–24 × 7–8 mm, khe nứt đơn 9–10 mm, 2 răng, răng có lông rung. Đài hoa hình ống, dài 17–19 mm, rộng ~3 mm ở đáy, rộng 6 mm ở đỉnh, có lông tơ, 3 răng, răng dài 2–4 mm. Ống hoa dài 25–27 mm, màu kem ở đáy, màu vàng về phía đỉnh, nhẵn nhụi; Thùy tràng lưng thuôn dài, 20–25 × 10–11 cm, màu kem, nhẵn nhụi, đỉnh thuôn tròn, hình nắp; các thùy tràng bên thuôn dài, 23–25 × 6–8 mm, màu kem, nhẵn nhụi, đỉnh thuôn tròn, hơi hình nắp; môi dưới hình trứng ngược, dài ~26 mm, rộng 5 mm ở đáy, rộng 16 mm ở đỉnh, màu vàng với các dải giữa màu đỏ ở đáy, uốn ngược, 3 thùy; nhị lép bên nhỏ, thẳng, dài ~6 mm, rộng ~1 mm ở đáy, nhọn về phía đỉnh, màu đỏ ở đáy, màu vàng-kem ở đỉnh, với vài lông tuyến ở đáy. Chỉ nhị phẳng, 13 × 2,5 mm, màu vàng, đôi khi có chút đỏ ở đáy, bao phấn màu vàng, ~11,5 × 4,5 mm (bao gồm cả mào), mô liên kết đầy lông tuyến; mào bao phấn 3 thùy, màu vàng, nhẵn nhụi, các thùy bên hình tam giác hẹp, ~6 × 1 mm, hướng xuống dưới, thùy trung tâm hình bán nguyệt, ~3 × 3,5 mm; tuyến trên bầu 2, ~2 × 1 mm, màu vàng; bầu nhụy ~4 × 3,3 cm, hình trụ, màu kem, có lông, 3 ngăn, noãn đính trụ. Đầu nhụy hình chén, màu vàng, miệng nhỏ có lông tơ; vòi nhụy ~33 mm, màu kem, thưa lông ở gần đỉnh. Không thấy quả.

## Phân bố
Loài này có ở Khánh Hòa, Việt Nam. Môi trường sống là các rừng thường xanh ẩm ướt rậm rạp, ở cao độ 600–700 m. Ra hoa vào tháng 4. Quả có lẽ xuất hiện vào tháng 5.